# Dichlorométhane deutéré
Le dichlorométhane deutéré est un composé chimique de formule CD2Cl2. Il s'agit de l'isotopologue du dichlorométhane CH2Cl2 dont les deux atomes d'hydrogène H sont remplacés par du deutérium D, un isotope stable de l'hydrogène.
Le dichlorométhane deutéré est un solvant utilisé en spectroscopie RMN des molécules organiques, assez rarement toutefois en raison de son coût élevé.